# Suki Lee
Suki Lee es una diseñadora de videojuegos y programadora estadounidense. Fue una de las pocas mujeres desarrolladoras en Atari, Inc. a principios de la década de 1980, donde escribió el juego educativo Math Gran Prix para Atari 2600 (1982) y Obelix (1983) para el mismo sistema. Posteriormente trabajó como directora de proyectos en Apple Computer.[cita requerida]

## Trayectoria
Lee recibió su licenciatura en la Universidad Estatal de San José con especialización en ingeniería general.
Lee fue contratado por Atari al terminar la universidad en agosto de 1981. Estuvo allí hasta 1984, año en el que comenzó a trabajar para Cadtrak Corporation desarrollando interfaces de usuario para software de diseño de plantas petroleras. También trabajó para Apple de 1986 a 1997 y luego pasó a trabajar en Palm, eCircle y WebTV hasta 1997. A finales de 2002, renunció y volvió a trabajar para Apple.

## Juegos
- Math Gran Prix (Atari 2600, 1982)[3]
- Obelix (1984)[4]

### Inéditos
- Donald Duck's Speedboat (1982)[2]
- Miss Piggy's Wedding (1983)[4][5]

## Reconocimientos
La obra de arte "Suki Lee: The Hidden Past" de Linda Lai, Yifan Lin y Amanda Zhu se inspiró en el juego Donald Duck's Speedboat.